# シンクネット
シンクネット (Thinknet) とは、研究者や各界のリーダーをはじめとしたネットワークを基盤として、公共政策に関する分析・研究或いは提言、関与を通して広報活動或いは対話を展開するネットワーク型シンクタンクのこと。企業の商号としても使用される名称のひとつ。
シンクネットの主な一例として、構想日本などが挙げられ、自治体行政との協働により行政改革その他の事業を推進し、広報活動とともにシンポジウムなどを展開しながら、多くの主体とネットワークをしていくような活動が展開されている。

## グローバル・シンクネット
グローバル・シンクネットとは、日本国際交流センターの国際的な製作共同研究・政策対話の核をなす事業で、内外の研究機関は研究者と広範なネットワークを組み、多様化する政策課題に最適な人材を世界中から臨機応変に組織し、研究の質と提言の広がりをグローバルなものにするネットワーク型シンクタンクを意味するものである。